# Giorgi Czanturia (piłkarz)
Giorgi Czanturia (gruz. გიორგი ჭანტურია, ur. 11 kwietnia 1993 w Tbilisi) – gruziński piłkarz grający na pozycji prawego pomocnika.

## Kariera klubowa
Swoją karierę piłkarską Czanturia rozpoczął w klubie Saburtalo Tbilisi. W latach 2009–2010 był zawodnikiem juniorów FC Barcelona. Z kolei latem 2010 został piłkarzem Vitesse Arnhem. W Eredivisie swój debiut zanotował 7 sierpnia 2011 w zremisowanym 0:0 wyjazdowym spotkaniu z ADO Den Haag.
Zimą 2013 roku Czanturia został wypożyczony do Ałaniji Władykaukaz. Zadebiutował w niej 9 marca 2013 w zremisowanym 0:0 domowym meczu z FK Rostów. W Ałaniji grał przez pół roku.
Na początku 2014 roku Czanturia odszedł z Vitesse do CFR 1907 Cluj. W Cluj swój debiut zaliczył 28 lutego 2014 w zremisowanym 1:1 wyjazdowym meczu z Viitorulem Constanța.
Latem 2014 Czanturia został piłkarzem Hellas Werona. Niedługo potem został wypożyczony do CFR Cluj. W 2015 roku został zawodnikiem MSV Duisburg. W 2016 trafił do rosyjskiego klubu Urał Jekaterynburg. Grał w nim przez dwa sezony, a w 2018 został wolnym zawodnikiem. W styczniu 2020 został piłkarzem Saburtalo Tbilisi, jednak w lutym bez rozegranego w nim meczu zakończył karierę.
| Sezon   | Klub                | Kraj     | Rozgrywki     | Mecze | Bramki |
| ------- | ------------------- | -------- | ------------- | ----- | ------ |
| 2011/12 | Vitesse Arnhem      | Holandia | Eredivisie    | 25    | 4      |
| 2012/13 | Vitesse Arnhem      | Holandia | Eredivisie    | 1     | 0      |
| 2012/13 | Ałanija Władykaukaz | Rosja    | Priemjer-Liga | 6     | 0      |
| 2013/14 | Vitesse Arnhem      | Holandia | Eredivisie    | 8     | 1      |
| 2013/14 | CFR 1907 Cluj       | Rumunia  | Liga I        | 7     | 1      |
| 2014/15 | CFR 1907 Cluj       | Rumunia  | Liga I        | 22    | 4      |
| 2015/16 | MSV Duisburg        | Niemcy   | 2. Bundesliga | 22    | 4      |
| 2016/17 | Urał Jekaterynburg  | Rosja    | Priemjer-Liga | 11    | 2      |
| 2017/18 | Urał Jekaterynburg  | Rosja    | Priemjer-Liga | 18    | 3      |
| 2018/19 | Urał Jekaterynburg  | Rosja    | Priemjer-Liga | 0     | 0      |
| 2020    | Saburtalo Tbilisi   | Gruzja   | Erownuli Liga | 0     | 0      |

## Kariera reprezentacyjna
W reprezentacji Gruzji Czanturia zadebiutował 5 marca 2014 w wygranym 2:0 towarzyskim meczu z Liechtensteinem, rozegranym w Tbilisi. W 25. minucie tego meczu strzelił swojego pierwszego gola w kadrze narodowej.